# Белорусский национализм

Один из главных символов белорусского национального движения — Бело-красно-белый флаг

Белору́сский национали́зм (бел. Беларускі нацыяналізм) — идеология, которая базируется на признании белорусской нации наивысшей ценностью и её первенстве в процессе создания государства.
Белорусский национализм является основой идеологии ряда организаций, среди которых выделяются Партия БНФ.
Большая часть белорусских националистов выступают за распространение белорусского языка, усиление независимости страны, принятие в качестве государственных исторические символы: бело-красно-белый флаг и герб «Погоня», а также развитие белорусского национального самосознания.

## История
Нет однозначной оценки периода, когда была сформирована белорусская нация. Часть историков называет период с второй половины 1800-х годов по 1920-е годы, другие считают, что этот период был завершён лишь к 1990-м, а отдельная группа считает, что формирование белорусской нации завершилось лишь к 2020 году вместе с началом акций протеста в Белоруссии, в которых принимали участие, в том числе и белорусские национал-демократы. Другие утверждают, что этот процесс всё ещё продолжается, как и у других наций, он не может быть завершён ввиду того, что преобразования происходят постоянно.
Первыми представителями белорусского национализма считается творческая интеллигенция начала XX века — Янка Купала, Максим Богданович, Якуб Колас и другие, которые в своём творчестве обращались к своему народу с призывом к национальному пробуждению.
Белорусский национализм бурно развивался после Февральской революции 1917 года. Февральская революция и падение самодержавия в России дали новый мощный толчок в развитии белорусского национального движения. Летом 1917 года по инициативе БСГ был проведён II съезд белорусских национальных организаций и было принято решение добиваться автономии Белоруссии в составе демократической республиканской России. На съезде была сформирована Центральная Рада (Центральный Совет), которая после октября 1917 была преобразована в Великую белорусскую раду (ВБР).

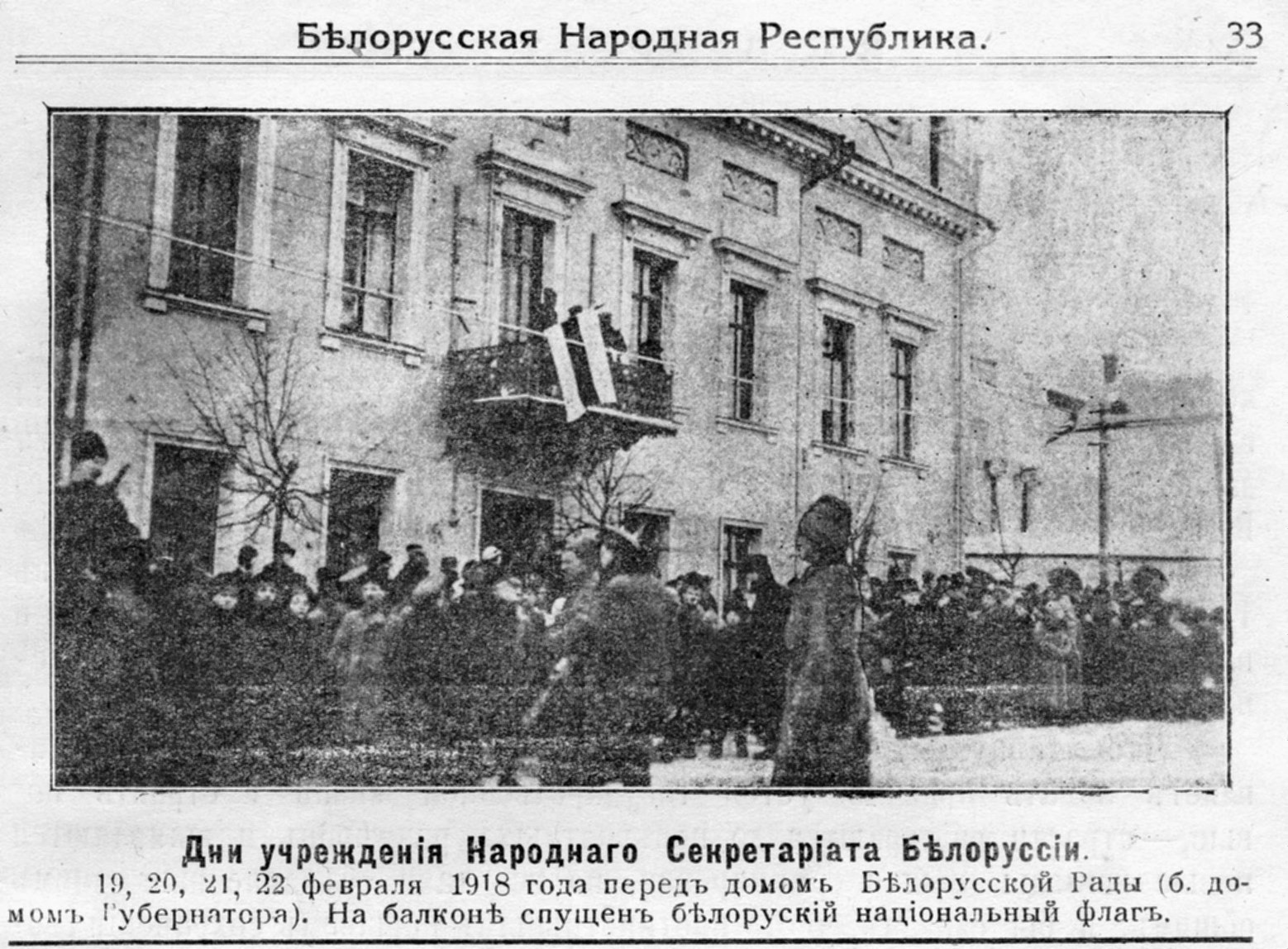
Дом белорусской рады

После октябрьской революции в Беларуси шло бурное обсуждение дальнейшей судьбы страны, которую решали на Первом всебелорусском съезде (конгрессе). Часть делегатов (Белорусский областной комитет) видели будущее Беларуси лишь автономной областью в составе демократической Российской республики, а другие (ВБР) — одной из равноправных республик в составе демократической Российской Федерации. Однако съезд был разогнан и белорусским деятелям, в том числе — националистам, пришлось уйти в подполье.
Действовавшие тайно белорусские политические деятели Рады Всебелорусского Съезда сформировали исполнительный комитет и впоследствии, когда Минск был занят немецкими войсками — именно они издали 3 уставные грамоты, по которым была объявлена власть белорусов в крае, создана БНР с гражданскими свободами мысли, собраний, печати, установлен 8-часовой рабочий день и тд, провозглашена независимость Белорусской Народной Республики.
В межвоенное время (1918—1939 годы) центром белорусского национального движения был город Вильно (Вильнюс), где действовали Белорусская гимназия, Белорусский музей братьев Ивана и Антона Луцкевичей. Вильнюс также становится центром культурной и политической идентификации белорусского народа. Здесь публиковались первые литературные произведения на белорусском языке, издавались газеты «Наша доля» и «Наша нива», возникли белорусские школы, действовали белорусские национальные организации; в 1918 году город был объявлен частью Белорусской Народной Республики.

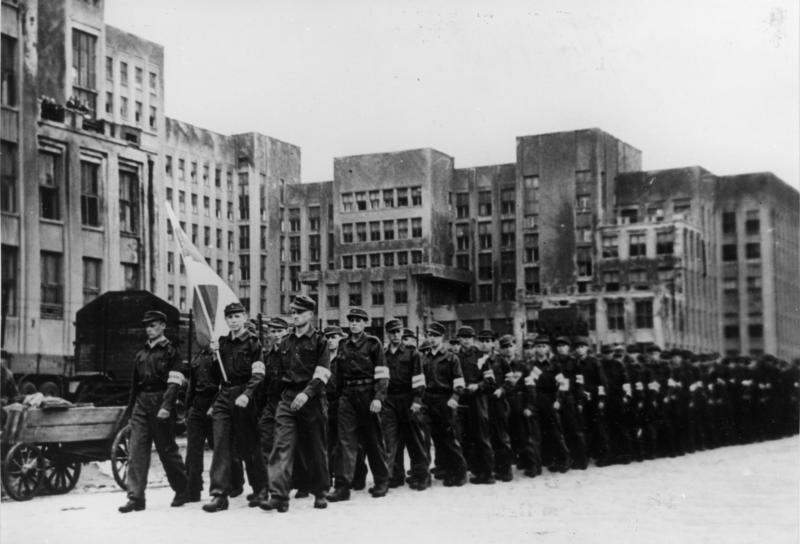
Марш солдат Белорусской краевой обороны

В период Великой Отечественной войны часть белорусских националистов согласилась сотрудничать с немцами, именно из их числа была создана Белорусская центральная рада. Её создание стало необходимым, так как Рада БНР отказалась переезжать в Минск и действовать в качестве гражданской администрации на оккупированной Германией территории. В период Великой Отечественной войны белорусы продемонстрировали своё желание к самостоятельности и решительности в борьбе за свободу. Большое количество людей добровольно шло в СБМ, БНС, БКА и другие организации, которые объявляли своей целью борьбу за свободу Белоруссии. Всего, по различным оценкам, немцам удалось привлечь на свою сторону порядка 20-100 тысяч белорусов, готовых сражаться против большевиков.
После Второй мировой белорусские националисты действовали в эмиграции. Новая волна национального подъёма случилась в 1980-х годах, когда люди стали выступать против тоталитарных порядков. Началом послужили протесты граждан в Куропатах на праздник дедов с требованием расследования сталинских репрессий. Была создана белорусская — «БНФ-Возрождение», которая стала лицом белорусской оппозиции конца 1980-х — первой половины 1990-х годов, лидером её был Зенон Позняк.

Бело-красно-белый флаг и Герб «Погоня»

В результате развала СССР, была создана Республика Беларусь, государственными символами которой ещё 19 сентября 1991 года были объявлены Бело-красно-белый флаг и Герб «Погоня». В Беларуси вводится единственный государственный язык — белорусский, начинается создание белорусскоязычных школ, институтов, возвращение языка и культуры в быт и профдеятельность людей.
Впоследствии, после прихода к власти Лукашенко, после 1994 года, наблюдается период дебелорусизации, когда вводится второй государственный язык — русский, возвращаются старые символы (БССР), уменьшается количество людей, говорящих на белорусском языке, закрываются белорусскоязычные школы, садики, факультеты, всячески ущемляются носители белорусского языка.

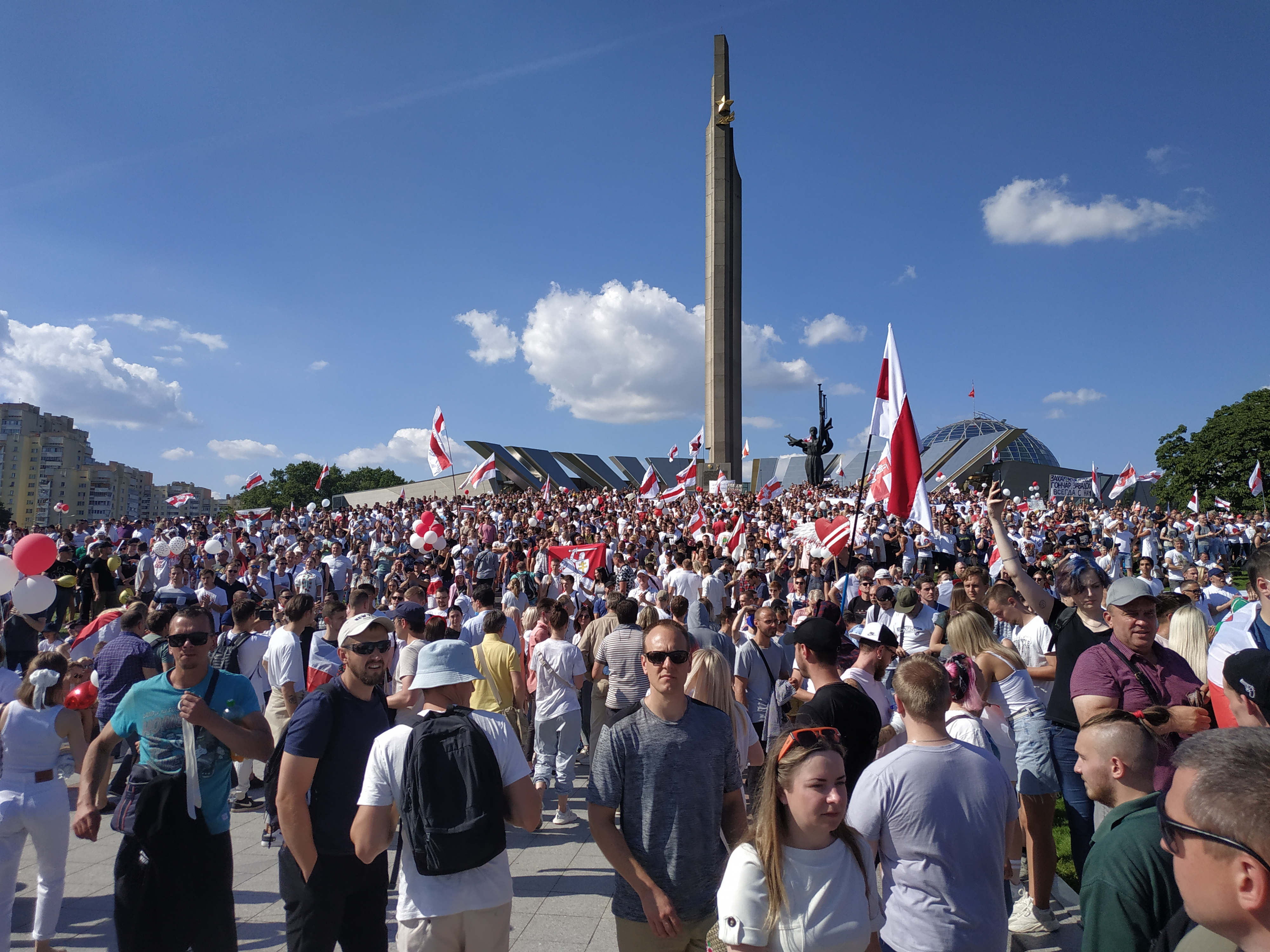
Протесты в Беларуси 2020 года

Подъём национального движения в XXI веке в Беларуси приходится на вторую половину 2010-х — 2020-х годов, когда повышается тренд на использование белорусского языка, который с этого момента не вызывает непонимания окружающих, а лишь поощряется, когда большинство открыто высказывается за возвращение старых символов, когда соцопросы показывают падение рейтингов действующей консервативной власти Лукашенко. В 2020 году, с началом протестов, белорусский национализм получил новый толчок.